# WRESTLE-1
WRESTLE-1 fue una promoción de lucha libre profesional con base en Japón. Originalmente creada en 2002 como un evento independiente, el nombre fue revivido en 2013 por Keiji Muto como una compañía operativa.

## Historia

### Primera encarnación
En noviembre de 2002, el director de All Japan Pro Wrestling Keiji Muto se reunió con el director de la promoción de kickboxing K-1 Kazuyoshi Ishii, a fin de crear un evento conjunto de lucha libre profesional entre ambas empresas, con la colaboración de la corporación de artes marciales mixtas PRIDE Fighting Championships. El tema del evento, llamado originalmente Fantasy Fight WRESTLE-1 (ファンタジーファイトWRESTLE-1 Fantaji Faito WRESTLE-1?), sería enfrentar a luchadores de MMA, kickboxing y otros en un terreno neutral en el que combates de alta gama pudieran tener lugar. La alianza se cerró, y el primer evento tuvo lugar el mismo mes en la Yokohama Arena, contando con la presencia de miembros de estas empresas, luchadores mexicanos y freelancers, encabezados por Bob Sapp y Bill Goldberg; todo ello con una espectacular puesta en escena similar a la de la World Wrestling Federation, tendiendo más hacia el entretenimiento deportiva que hacia la lucha clásica japonesa. A pesar de la cartelera, el evento no produjo más que pérdidas a la alianza, ya que fue demasiado caro de producir y no tuvo la afluencia que se esperaba. Solo se produjo un evento más, en enero de 2003, de nuevo contando con peleadores de MMA en roles extravagantes, y recibiendo un resultado similar. Por ello, el acuerdo entre las promociones se deshizo.
En 2005, WRESTLE-1 fue reactivado, esta vez por K-1 junto con la compañía Big Mouth de Fumihiko Uwai. Uwai pretendía que WRESTLE-1 fuera una de las tres marcas de Big Mouth, junto con Big Mouth Loud (también de lucha libre profesional) y HERO'S (de artes marciales mixtas). Aunque AJPW ya no estaba involucrada, Muto, Sapp y algunos miembros más continuaron en el proyecto. El tema ahora era un torneo de 14 hombres para determinar al mejor luchador de Japón, aglutinando miembros de todas las promociones. Se realizaron dos eventos con dos de las tres rondas del torneo, pero debido a los bajos resultados de audiencia, el directivo de K-1 Sadaharu Tanigawa anunció que el proyecto ya estaba completo y que WRESTLE-1 había finalizado. El tercer evento, en el que se suponía que ocurriría la resolución de la competición, estaba estipulado para una fecha próxima, y a pesar de que no se informó de una cancelación, el show no tuvo lugar, de modo que el torneo nunca pudo terminarse.

### Segunda encarnación
En 2013, Muto abandonó AJPW para formar una nueva compañía, también llamada WRESTLE-1, contando con gran parte del plantel de AJPW. En recuerdo de la encarnación anterior de W-1, Bob Sapp hizo una aparición en el primer evento, aunque no fue contratado como miembro permanente. El 9 de agosto, Wrestle-1 lanzó el primer el evento, que reveló solo a los trabajadores firmados de Wrestle-1 que participaron en el evento, pero ninguno de sus compañeros u oponentes. 
En la conferencia de prensa, Mutoh declaró que Wrestle-1 estaba abierto a trabajar con otras promociones y que estaba buscando usar a Taiwán como un trampolín hacia una expansión asiática y eventualmente global. Mutoh también declaró que estaba abierto a la idea de tener una división de mujeres en Wrestle-1. El 26 de julio, la estación de televisión Gaora anunció que transmitiría el evento inaugural, así como un programa de presentación preliminar de 30 minutos, en vivo en sus canales. El 30 de julio, Mutoh se reunió con Jeff Jarrett en Nashville, Tennessee, Estados Unidos, para discutir una posible relación de trabajo entre Wrestle-1 y Total Nonstop Action Wrestling (TNA). Jarrett se anunció más tarde como participante en el evento del 6 de octubre de Wrestle-1. Más tarde, Mutoh también reveló que quería formar asociaciones con empresas en Europa y México, mencionando específicamente Asistencia Asesoría y Administración (AAA), y crear un "verdadero" campeonato mundial que sería reconocido en tres continentes. On August 9, Mutoh revealed the promotion's official logo and a partial card for the inaugural event.
El evento contó con la participación de varios luchadores independientes y luchadores de Big Japan Pro Wrestling, Dragon Gate, Michinoku Pro Wrestling, Pro Wrestling ZERO1 y World Wonder Ring Stardom. Koji Kanemoto, René Duprée, Seiya Sanada y Zodiac, quienes estaban con AJPW antes de la salida de Mutoh, pero no habían anunciado su afiliación con Wrestle-1, hicieron apariciones sorpresa durante el evento. De hecho, Duprée, que participó en el evento principal, todavía era oficialmente el actual Campeón de TV de Gaora en el momento del evento. Duprée devolvió el título a AJPW tres días después del evento.
El 21 de julio, Wrestle-1 anunció la creación de su primer título propio, el Campeonato de Wrestle-1, y el campeón inaugural se determinará en un torneo de eliminación única de dieciséis hombres que tendrá lugar entre el 21 de septiembre y el 8 de octubre. Wrestle-1 anunció que Manabu Soya había firmado con la empresa, terminando sus días como freelancer. El 22 de septiembre, Wrestle-1 anunció la creación del Campeonato en Parejas de Wrestle-1, y los campeones inaugurales se determinaron en un torneo de round-robin que tendrá lugar entre el 15 y el 30 de noviembre. El 8 de octubre, Masayuki Kono derrotó a Kai en la final del torneo de dieciséis hombres para convertirse en el primer Campeón de Wrestle-1. La relación entre Wrestle-1 y TNA continuó el 12 de octubre con once luchadores de Wrestle-1 que participaron en el evento Bound for Glory de TNA en Korakuen Hall. El 1 de noviembre, Wrestle-1 celebró un evento en Ryōgoku Kokugikan celebrando el 30 aniversario de Keiji Mutoh en la lucha libre profesional. El evento principal del espectáculo vio a Mutoh derrotar a Masayuki Kono para convertirse en el segundo Campeón de Wrestle-1. El 30 de noviembre, el Team 246 (Kaz Hayashi y Shuji Kondo) ganó la First Tag League Greatest para convertirse en los primeros Campeones en Parejas de Wrestle-1.
El 25 de febrero de 2015, Wrestle-1 anunció la creación de una división de peso crucero y un nuevo tercer título, which was on March 9 officially named the Wrestle-1 Cruiser Division Championship. que el 9 de marzo se llamó oficialmente el Campeonato de la División Crucero de Wrestle-1. A partir del 11 de abril, Wrestle-1 comenzó a realizar shows en su dojo bajo la marca "Wrestle-1 Starting Point", cuyo objetivo era mostrar a los luchadores más jóvenes de la promoción. El 6 de marzo, Minoru Tanaka ganó el torneo para convertirse en el primer Campeón de la División Crucero de Wrestle-1. También en mayo, se informó que la relación entre Wrestle-1 y TNA había terminado. Seiya Sanada permaneció en los Estados Unidos, trabajando en el circuito independiente.
En marzo de 2015, la gerencia de Wrestle-1 fue golpeada con varias renuncias, lo que llevó a Mutoh a ofrecerle al presidente de DDT Pro-Wrestling Sanshiro Takagi un trabajo en la gerencia de su empresa. El 5 de mayo, Takagi fue revelado oficialmente como el nuevo director ejecutivo (CEO) de Wrestle-1. Su objetivo era hacer que Wrestle-1 sea más rentable al aumentar las ventas y aumentar el número de espectáculos. No había planes para que Takagi comience a luchar por Wrestle-1 o por Wrestle-1 y DDT para intercambiar talento. El 13 de mayo, Wrestle-1 y Seiya Sanada celebraron una conferencia de prensa, en la que se anunció que las dos partes habían decidido de manera amistosa cuando el contrato de Sanada con la promoción expiraría dos días después, para que pudiera seguir trabajando en los Estados Unidos. A tiempo completo como freelancer.
El 30 de marzo de 2016, Wrestle-1 realizó un show para celebrar la conclusión del primer término del Puroresu Sōgō Gakuin, al tiempo que anunciaba la graduación de Hana Kimura, Jun Tonsho, Reika Saiki y Seigo Tachibana. Con dos mujeres graduándose de la clase, Keiji Mutoh mostró la posibilidad de comenzar una división femenil en Wrestle-1. El 4 de mayo, el presidente de AJPW, Jun Akiyama, hizo una aparición sorpresa para Wrestle-1, enfrentándose con Keiji Mutoh, y los dos acordaron una lucha entre equipos el 11 de agosto.
El 8 de enero de 2017, Wrestle-1 anunció la creación del cuarto título, el Campeonato Resultado de Wrestle-1, destinado a los luchadores más jóvenes de dicha empresa.
El 29 de febrero de 2020, Wrestle 1 anunció que suspenderían sus actividades el 1 de abril de 2020 y que el 31 de marzo todos los miembros de la lista serían liberados de sus contratos.

## Campeones actuales
WRESTLE-1 posee 6 campeonatos principales activos.

## Personal de WRESTLE-1

### Plantel de luchadores y otros

#### Luchadores
| Nombre                      | Nombre Real      | Notas                                                                      |
| --------------------------- | ---------------- | -------------------------------------------------------------------------- |
| Alejandro                   | Desconocido      | Campeonato en Parejas de Wrestle-1.                                        |
| Andy Wu                     | Chihiro Mizuki   | Campeón de la División Crucero de Wrestle-1.                               |
| CIMA                        | Nobuhiko Oshima  | Firmó contrato con Oriental Wrestling Entertainment.                       |
| Daiki Inaba                 | Daiki Inaba      |                                                                            |
| Hajime                      | Hajime Nomura    |                                                                            |
| Hiroki Murase               | Hiroki Murase    |                                                                            |
| Jiro Kuroshio               | Soujiro Higuchi  |                                                                            |
| Jun Tonsho                  | Jun Tonsho       |                                                                            |
| Kaz Hayashi                 | Kazuhiro Hayashi | Entrenador. Presidente.                                                    |
| Keiji Mutō / The Great Muta | Keiji Mutoh      |                                                                            |
| Kohei Fujimura              | Kohei Fujimura   |                                                                            |
| Kuma Arashi                 | Masaya Suzuki    | Campeón Resultado de Wrestle-1.                                            |
| Manabu Soya                 | Manabu Soya      |                                                                            |
| Masayuki Kono               | Masayuki Kono    | Campeón en Parejas de Wrestle-1.                                           |
| Masada                      | Kazuhiko Masada  | Campeón Mundial de Tercias de la UWA.                                      |
| Minoru Fujita               | Minoru Fujita    | Campeón Mundial de Tercias de la UWA.                                      |
| Nosawa Rongai               | Kazushige Nosawa | Campeón Mundial de Tercias de la UWA.                                      |
| Sakae Kawachi               | Sakae Kawachi    |                                                                            |
| Seigo Tachibana             | Seigo Tachibana  |                                                                            |
| Seiki Yoshioka              | Seiki Yoshioka   |                                                                            |
| Shotaro Ashino              | Shotaro Ashino   |                                                                            |
| Shūji Kondō                 | Shūji Kondō      |                                                                            |
| T-Hawk                      | Takuya Onodera   | Firmó contrato con Oriental Wrestling Entertainment. Campeón de Wrestle-1. |
| Takanori Ito                | Takanori Ito     |                                                                            |
| Yushi Takahashi             | Yushi Takahashi  |                                                                            |
| Yusuke Kodama               | Yusuke Kodama    |                                                                            |

#### Árbitros
| Nombre             | Nombre Real        | Notas |
| ------------------ | ------------------ | ----- |
| Daichi Murayama    | Daichi Murayama    |       |
| Daisuke Kanbayashi | Daisuke Kanbayashi |       |

#### Equipo de transmisión
| Nombre            | Nombre Real       | Notas       |
| ----------------- | ----------------- | ----------- |
| Hiroki Kuwabara   | Hiroki Kuwabara   | Entrenador. |
| Takanori Ishigame | Takanori Ishigame | Anunciador. |